# Henry F. Long

Henry F. Long

Henry Follansbee Long (* 29. September 1883 in Topsfield, Massachusetts; † 30. März 1956 ebenda) war ein US-amerikanischer Politiker der Republikanischen Partei. Er war unter anderem Mitglied des Repräsentantenhauses von Massachusetts und Sekretär des Gouverneurs von Massachusetts.

## Leben
Henry F. Long wurde am 29. September 1883 in Topsfield geboren und erhielt dort auch seine Schulbildung. Long war Mitglied der Freimaurer und der Odd Fellows. Von 1904 bis 1906 war Long Treuhänder der örtlichen Town Library. Von 1906 bis 1910 war er als Town Auditor kommunaler Rechnungsprüfer seiner Heimatstadt. Von 1910 bis 1916 war er Mitglied im Stadtrat und von 1914 bis 1916 auch dessen Vorsitzender. Außerdem war er von 1912 bis 1916 auch Mitglied des Ausschusses für Trusts und das von 1913 bis 1916 auch als Ausschussvorsitzender. 1913 wurde Long mit über 57 Prozent der Stimmen in das Repräsentantenhaus von Massachusetts gewählt und 1914 mit über 69 Prozent im Amt bestätigt, womit er von 1914 bis 1916 Mitglied des Hauses war. Von 1916 bis 1921 war Henry F. Long zuerst stellvertretender Sekretär und dann Sekretär des Gouverneurs unter Samuel W. McCall und Calvin Coolidge. Henry F. Long starb am 30. März 1956 in Topsfield im Alter von 72 Jahren.